# Tricyphona (Tricyphona) townesiana majuscula
Tricyphona (Tricyphona) townesiana majuscula is een ondersoort van de tweevleugelige Tricyphona (Tricyphona) townesiana uit de familie Pediciidae. De ondersoort komt voor in het Nearctisch gebied.